# Myrmeleon californicus
Myrmeleon californicus är en insektsart som beskrevs av Banks 1943. Myrmeleon californicus ingår i släktet Myrmeleon och familjen myrlejonsländor. Inga underarter finns listade i Catalogue of Life.